# Meeting de Atletismo Madrid 2010
28. Meeting de Atletismo Madrid – mityng lekkoatletyczny, który odbył się 2 lipca 2010 roku w stolicy Hiszpanii – Madrycie. Zawody był kolejną odsłoną cyklu World Challenge Meetings.
Szóste miejsce w konkursie rzutu dyskiem mężczyzn zajął Ronald Julião, który wynikiem 63,09 ustanowił rekord Brazylii w tej konkurencji.

## Rezultaty

### Mężczyźni
| Konkurencja:               | 1. miejsce        | Wynik     | 2. miejsce                         | Wynik     | 3. miejsce           | Wynik     |
| Bieg na 200 m              | Marlon Devonish   | 20.4      | Ryan Shields                       | 20.4      | David Alerte         | 20.8      |
| Bieg na 800 m              | Mbulaeni Mulaudzi | 1:45.1    | Jackson Kivuna Manuel Olmedo       | 1:45.4 SB |                      |           |
| Bieg na 1500 m             | Remmy Limo        | 3:36.2 SB | Tom Lancashire                     | 3:37.3 SB | Johan Cronje         | 3:37.3 SB |
| Bieg na 110 m przez płotki | William Sharman   | 12.9      | Joel Brown Dwight Thomas           | 13.1      |                      |           |
| Bieg na 400 m przez płotki | Javier Sagredo    | 52.6      | Javier Fidalgo Javier Garcia-Tunon | 52.9      |                      |           |
| Skok w dal                 | Salim Sdiri       | 7.74      | Luis Felipe Méliz                  | 7.72 SB   | Luvo Manyonya        | 7.70      |
| Pchnięcie kulą             | Dorian Scott      | 19.64     | Jakub Giża                         | 19.34     | Borja Vivas          | 19.29     |
| Rzut dyskiem               | Frank Casañas     | 65.11 SB  | Gerhard Mayer                      | 64.47     | Bogdan Piszczalnikow | 64.27     |
| Rzut młotem                | Dilszod Nazarow   | 78.49     | Libor Charfreitag                  | 78.40     | Krisztián Pars       | 78.23     |

### Kobiety
| Konkurencja:               | 1. miejsce        | Wynik     | 2. miejsce            | Wynik     | 3. miejsce        | Wynik     |
| Bieg na 400 m              | Ksienija Zadorina | 51.3      | Christine Amertil     | 52.3      | Shereefa Lloyd    | 52.4      |
| Bieg na 800 m              | Yvonne Hak        | 1:59.2 PB | Neisha Bernard-Thomas | 2:00.4    | Malika Akkaoui    | 2:00.6 PB |
| Bieg na 1500 m             | Natalia Rodríguez | 4:06.7 SB | Btissam Lakhoud       | 4:06.8    | Siham Hilali      | 4:07.7    |
| Bieg na 3000 m             | Iness Chenonge    | 8:51.3    | Gedo Utura            | 8:51.9 SB | Margaret Muriuki  | 8:52.5 PB |
| Bieg na 400 m przez płotki | Fabienne Kohlmann | 56.0      | Wania Stambołowa      | 56.4      | Angela Moroșanu   | 56.4      |
| Skok wzwyż                 | Chaunté Howard    | 2.00      | Tia Hellebaut         | 1.95 SB   | Levern Spencer    | 1.92      |
| Skok o tyczce              | Jiřina Ptáčníková | 4.51      | Lisa Ryzih            | 4.51      | Jillian Schwartz  | 4.51      |
| Rzut dyskiem               | Yarelis Barrios   | 64.72     | Nicoleta Grasu        | 60.68     | Dragana Tomašević | 59.51     |